# Смолин, Владимир Николаевич
Влади́мир Никола́евич Смо́лин (род. 11 мая 1952) — артист оперетты, народный артист Российской Федерации (2006).

## Биография
Родился в 1952 году в посёлке Каштак Металлургического района Челябинска. Учился в небольшом городе в Краснодарском крае, где жил с родителями. Окончил музыкальную школу по классу баяна. Поступил в Музыкальное училище им. Гнесиных (педагоги — С. М. Гутманович, А. И. Гинзбург), студентом четвёртого курса был в стажёрской группе Московского театра оперетты, принимал участие в спектакле «Не бей девчонок». По окончании училища по специальности «Актёр музыкальной комедии» в 1976 году был принят в труппу Омского государственного музыкального театра.
 С 1985 года по приглашению главного режиссёра В. Курочкина — актёр Свердловского театра музыкальной комедии.
Выступает с концертной программой «Песни военных лет». Тип голоса: драматический тенор.
Семья: жена — Светлана.

## Театральные роли
- Лонгрен — «Алые паруса» М. Дунаевского
- Митя Громцев — «Беспечный гражданин» А. Затина
- Дафна, Джерри — «В джазе только девушки» Дж. Стайна
- Каглер — «Венская кровь» И. Штрауса
- Стихотворец, Контрабас — «Весёлые ребята» И. Дунаевского, М. Дунаевского
- Панкрат XXVII — «Герцогиня из Чикаго» И. Кальмана
- Сапун-Тюфякин — «Девичий переполох» Ю. Милютина
- Степан Шешковский — «Екатерина Великая» С. Дрезнина
- Дон Болеро — «Жирофле-Жирофля» Ш. Лекока
- Альфред, Фальке — «Летучая мышь» И. Штрауса
- Губернатор — «Кандид, или Оптимизм» Л. Бернстайна
- Дикий Пес — «Кошка» В. Баскина
- Аптекарь — «Моцарт VS Сальери» Е. Кармазина
- Коробочка — «Мертвые души» А. Пантыкина
- Первый министр — «Обыкновенное чудо» Г. Гладкова
- Финч — «Оливер!» Л. Барта
- Сергей Сергеевич — «Осторожно, бабушки!» А. Пантыкина
- Фриц — «Парижская жизнь» Ж. Оффенбаха
- Семён, Иван Абрамович Парк — «Парк советского периода» на музыку советских композиторов
- Мидас — «Прекрасная Галатея» Ф. Зуппе
- Пуассон, Пеликан — «Принцесса цирка» И. Кальмана
- Бони, Ферри — «Сильва» И. Кальмана
- Эдмонд Фонтанж — «Скандал по-французски» А. Эргашева
- Лейзер-Вольф — «Скрипач на крыше» Д. Бока
- Брассет — «Тетка Чарли» О. Фельцмана
- Горас — «Хелло, Долли!» Дж. Хермана
- Виктор — «Храни меня, любимая» А. Пантыкина
- Чёрт, Макс — «Чёрт и девственница» А. Тровайоли
- Кербыш — «Яма» С. Дрезнина
- Директор школы — «www.силиконовая дура.net» А. Пантыкина

## Фильмография
- 2011 — Важняк. Игра навылет / Корюшкин — реж. Илья Хотиненко
- 2015 — Прекрасный полк (документальный сериал) — реж. Александр Капков

## Награды
- 2007 — лауреат национальной премии и фестиваля театрального искусства для детей «Арлекин» — за роль Скруджа в спектакле «Ночь открытых дверей»
- 2006 — лауреат премии Губернатора Свердловской области «За выдающиеся достижения в области литературы и искусства» — за роль Скруджа в спектакле «Ночь открытых дверей»[3]
- 2006 — народный артист Российской Федерации (24.03.2006)
- 2006 — национальная театральная премия «Золотая маска» — Лучшая мужская роль (оперетта/мюзикл): Эбенезер Скрудж, «Ночь открытых дверей»[4]
- 2006 — лауреат общественного проекта «Признание»
- 2005 — «Лучшая мужская роль в музыкальном театре» — на областном конкурсе и фестивале «Браво!» — 2004 — за роль Скруджа в спектакле «Ночь открытых дверей»[5]
- 2003 — Благодарность Министра культуры Российской Федерации (14.10.2003) — за большой вклад в развитие театрального искусства и в связи с 70-летием со дня основания театра[6]
- 2000 — «Лучшая мужская роль в музыкальном театре» — на областном конкурсе и фестивале «Браво!» — 1999 — за роль Чёрта в спектакле «Чёрт и девственница»[7]
- 1998 — «Лучшая мужская роль в музыкальном театре» — на областном конкурсе и фестивале «Браво!» — 1997 — за роль Бони в спектакле «Княгиня чардаша»
- 1997 — лауреат международного конкурса артистов оперетты им. М. Водяного (Одесса)
- 1996 — заслуженный артист Российской Федерации (22.10.1996)
- 1996 — премия им. А. Г. Маренича
- 1988 — «Лучшая мужская роль в музыкальном театре» — на областном конкурсе «Браво!» — 1987 — за роль Мити Громцева в спектакле «Беспечный гражданин»
- 1987 — премия Свердловского обкома комсомола за роль Мити Громцева в спектакле «Беспечный гражданин»